# José Caetano Rodrigues Horta (político)
José Caetano Rodrigues Horta (20 de julho de 1858 — 19 de dezembro de 1939) foi advogado e político brasileiro.
Natural de Juiz de Fora, Minas Gerais, era filho de Flora Barbosa da Silva e do coronel José Caetano Rodrigues Horta, depois visconde de Itatiaia.
Foi presidente da então província do Espírito Santo, o último a ser nomeado pelo Império do Brasil. Nomeado por carta imperial de 15 de julho de 1889, tomou posse no dia 19 seguinte, sucedendo ao Alfeu Monjardim. Permaneceu no cargo até 19 de novembro do mesmo ano. Era filiado ao Partido Liberal.
Bacharelou-se em Direito pela Faculdade de São Paulo, em 1884 .
Findo o regime monárquico, cinco dias depois, renunciou ao governo do Espírito Santo, retornando para Minas Gerais.